# Клен звичайний
Клен звича́йний, або гостроли́стий, платаноподібний (Acer platanoides L.) — дерево родини сапіндових.

## Опис
Високе (25-30 м заввишки), струнке дерево з колоноподібним стовбуром, вкритим дрібнотріщинуватою темно-сірою корою, з густою розлогою кроною. Пагони буруваті, блискучі з світлими смужками і сочевичками. На пагонах супротивно розміщені притиснуті бруньки, прикриті чотирма-шістьма шкірястими лусками. Верхівкова брунька більша і оточена двома боковими. Листки великі (5 — 15 см завдовжки, 8-15 см завширшки), 5-7-пальчастолопатеві, при основі серцеподібні. Лопаті загострені, виїмки між ними тупі.; молоді листки по жилках волосисті, у кутках жилок з борідкою волосків.
Квітки правильні одностатеві або двостатеві з подвійною оцвітиною, розміщені в багатоквіткових прямостоячих щіткоподібних голих суцвіттях на коротких квітконосах. Чашечка п'ятироздільна (5-7 мм завдовжки, 3-4 мм завширшки), пелюсток п'ять, вони жовтувато-зелені, трохи вужчі і довші за чашолистки, оберненояйцеподібні, тупі, звужені в нігтик. Тичинок 5-12, маточка одна, зав'язь верхня з двома стовпчиками..
Плід — блідо-зелена двокрилатка (8-11 см завдовжки), крила її розходяться під тупим кутом. Плоди клена розвиваються з квіток і мають своєрідну будову. Крилатка клена складається з двох зрослих між собою крилатих плодиків, які стирчать у протилежні боки. У кожному плодику міститься одне насінина. Крилаті плодики клена опадають з дерева, швидко обертаючись, мов пропелер і плавно опускаються на землю. Швидкість такого приземлення невелика, тому вітер відносить насіння далеко від дерева.
Клен звичайний росте в другому ярусі листяних і мішаних лісів. Тіньовитривала, досить морозостійка рослина. Цвіте у квітні — травні.
Поширений майже по всій Україні. Культивують у парках і захисних насадженнях. Райони заготівель — правобережний і лівобережний Лісостеп. Прикарпаття та Карпати.

## Інші види
За деякими властивостями до клена гостролистого близький клен татарський, або чорноклен — (A. tataricum L.) Відрізняється від попереднього виду темною корою, видовжено-яйцеподібними (до 10 см завдовжки), цілісними, рідше неглибоко тричінадрізаними великозубчастими, інколи лопатевими листками. Квітки білі, пахучі. Крилатки яскраво-червоні, розходяться під гострим кутом. Росте в підліску або в третьому ярусі листяних і мішаних лісів. Тіньовитривала рослина. Поширений по всій Україні, але переважно в Лісостепу і на півночі Степу. Квітне у травні — червні.
Клен несправжньоплатановий, клен-явір (A. pseudoplaianus L.) Відрізняється від попередніх видів великими лопатевими листками, зверху темно-зеленими, матовими, зісподу сизуватобілими, здебільшого волосистими. Квітки жовто-зелені, квітконіжки опушені. Крилатки розходяться широкими крилами під гострим кутом.
Росте у першому, рідше в другому ярусі листяних лісів. Світлолюбна рослина. Поширений у правобережному Лісостепу і в Карпатах. Квітне у травні-червні.

## Практичне використання
Медоносна, деревинна, харчова, кормова, танідоносна, фарбувальна й декоративна рослина.
Клен звичайний - високопродуктивний ранній медонос і пилконос. Бджолині сім'ї, які вийшли з зимівлі сильними, нагромаджують у вуликах від 4 до 8 кг кленового меду в запас. Медопродуктивність — понад 200 кг з 1 га. Мед з клена звичайного світлий, запашний, приємний на смак.
Клен татарський зацвітає пізніше від інших видів клена — наприкінці травня. Це теж високопродуктивний медонос. Він забезпечує підтримуючий взяток після відцвітання плодових дерев. У районах масового поширення забезпечує продуктивний взяток. Бджоли збирають з нього й пилок. Медопродуктивність його — близько 120 кг з 1 га.
3 клена-явора бджоли теж беруть пилок і нектар, за медопродуктивністю він поступається перед кленом звичайним, але має ту перевагу, що виділяє нектар за будь-якої погоди і бджоли беруть з нього чималий взяток.
Медопродуктивність клена-явора 100—120 кг/га, в західних районах України дає продуктивний взяток.
Слід зауважити, що на кленах іноді з'являється медв'яна роса, з якої бджоли можуть виробляти шкідливий для них падевий мед.
Клени дають прекрасну деревину. Вона щільна, тверда, міцна, колеться туго, у клена-явора, крім того, досить гнучка; деревина білого кольору, у клена звичайного з жовтуватим, а у явора з червоним відтінком з красивими серцевинними променями, легко обробляється і полірується. 3 неї виробляють меблі й музичні інструменти, використовують її в машинобудуванні, авіабудуванні, для виготовлення фанери і токарних виробів. Особливо ціниться деревина клена-явора.
Кленові дрова горять добре і довго утримують жар. Попіл клена гостролистого містить багато поташу. 3 клена звичайного і клена-явора шляхом підсочки навесні добувають сік, з якого виготовляють безалкогольні напої, кленовий сироп.
Клени є джерелом для добування таніну і галової кислоти, які використовують у науковій медицині.
У народній медицині сік кленів вживають при цинзі і хворобах сечових органів, а кору як в'яжучий засіб.
Листки і плоди клена звичайного — це високопоживний корм, вміст протеїну в них коливається від 12,6 до 14,2 %, безазотистих екстрактивних речовин — від 43,2 до 55,5 % (від абсолютно сухої речовини). Вони поїдаються великою рогатою худобою та козами, іноді свиньми.
Листки й плоди клена-явора менш поживні порівняно з попереднім видом, поїдаються великою рогатого худобою і кіньми. Листки клена татарського пізно восени іноді поїдають вівці і кози.
У листках і корі кленів містяться таніди, які використовують для фарбування: опалим листям клена звичайного фарбують тканини в жовтий колір, разом з залізним купоросом — у чорний, відвар деревина — в жовто-коричневий колір; корою клена-явора — вовну в бурий, листками, корою і деревиною клена татарського — тканини в чорний колір.
Клен звичайний і клен-явір широко використовують в зеленому будівництві для створення масивів, груп, алей, вуличних насаджень, узлісь; їх висаджують уздовж доріг.
У клена звичайного відомі такі декоративні форми: строкатолиста, розсіченолиста, з кулястою і колоноподібною кроною та інші, а у клена-явора — строкатолиста, червонолиста і форма з опушеними зісподу листками. Разом з кленом татарським клен звичайний має важливе агролісомеліоративне значення. Обидва види включені в асортимент порід для державних захисних лісосмуг.

## Галерея

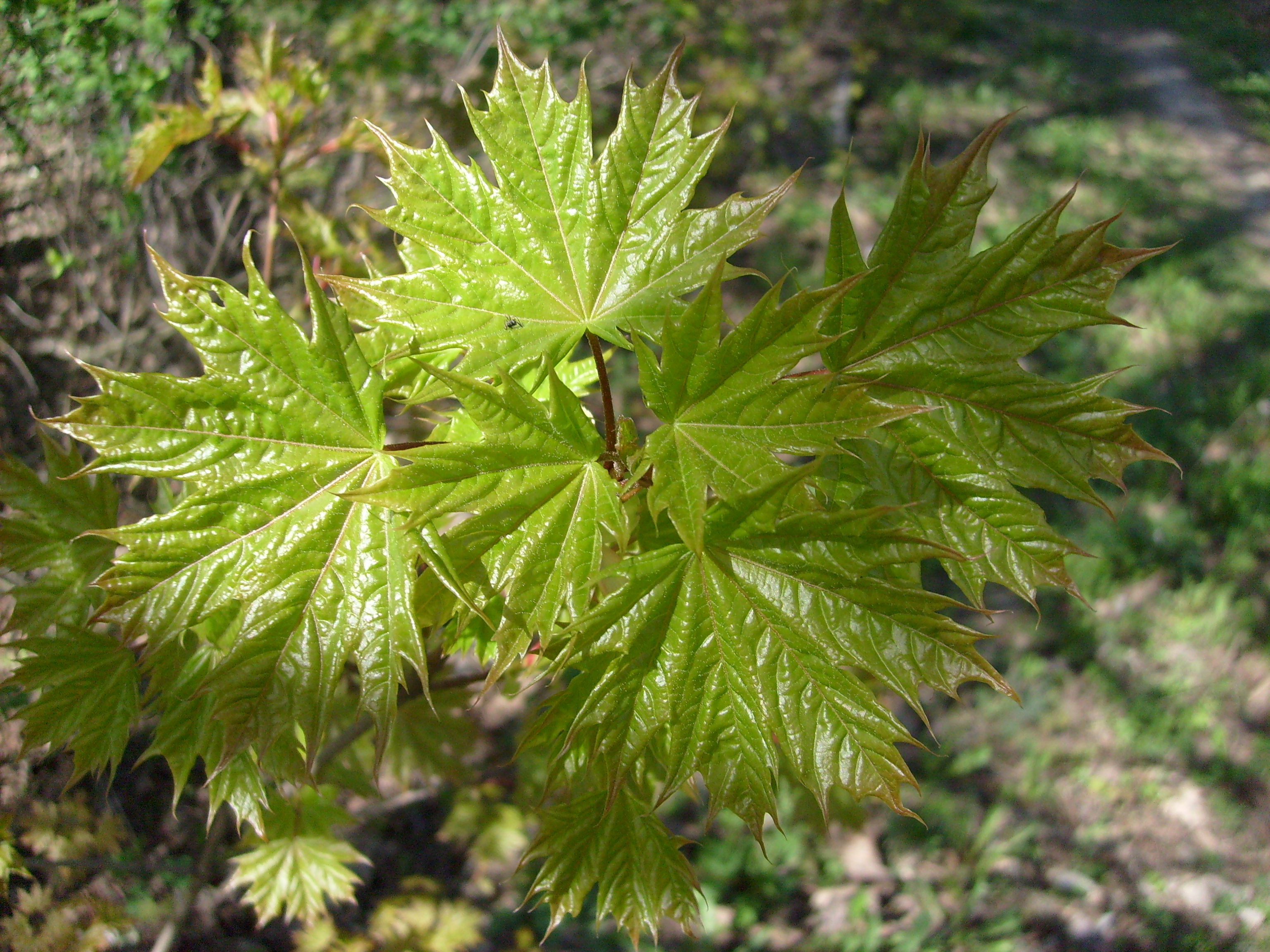
Молоде листя
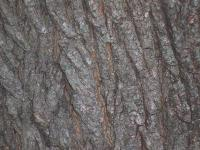
Кора на стовбурі
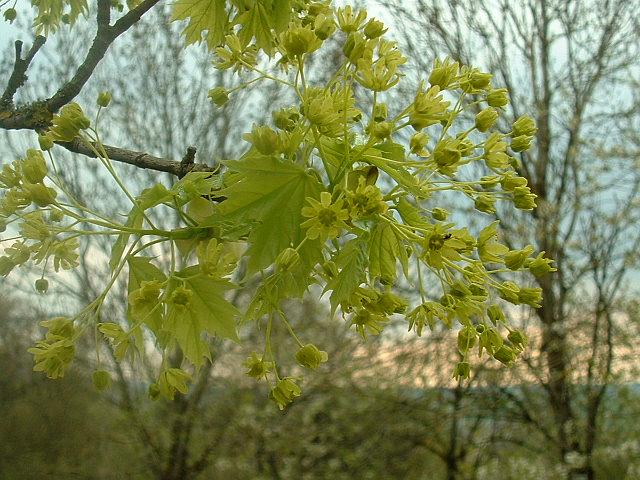
Квітки
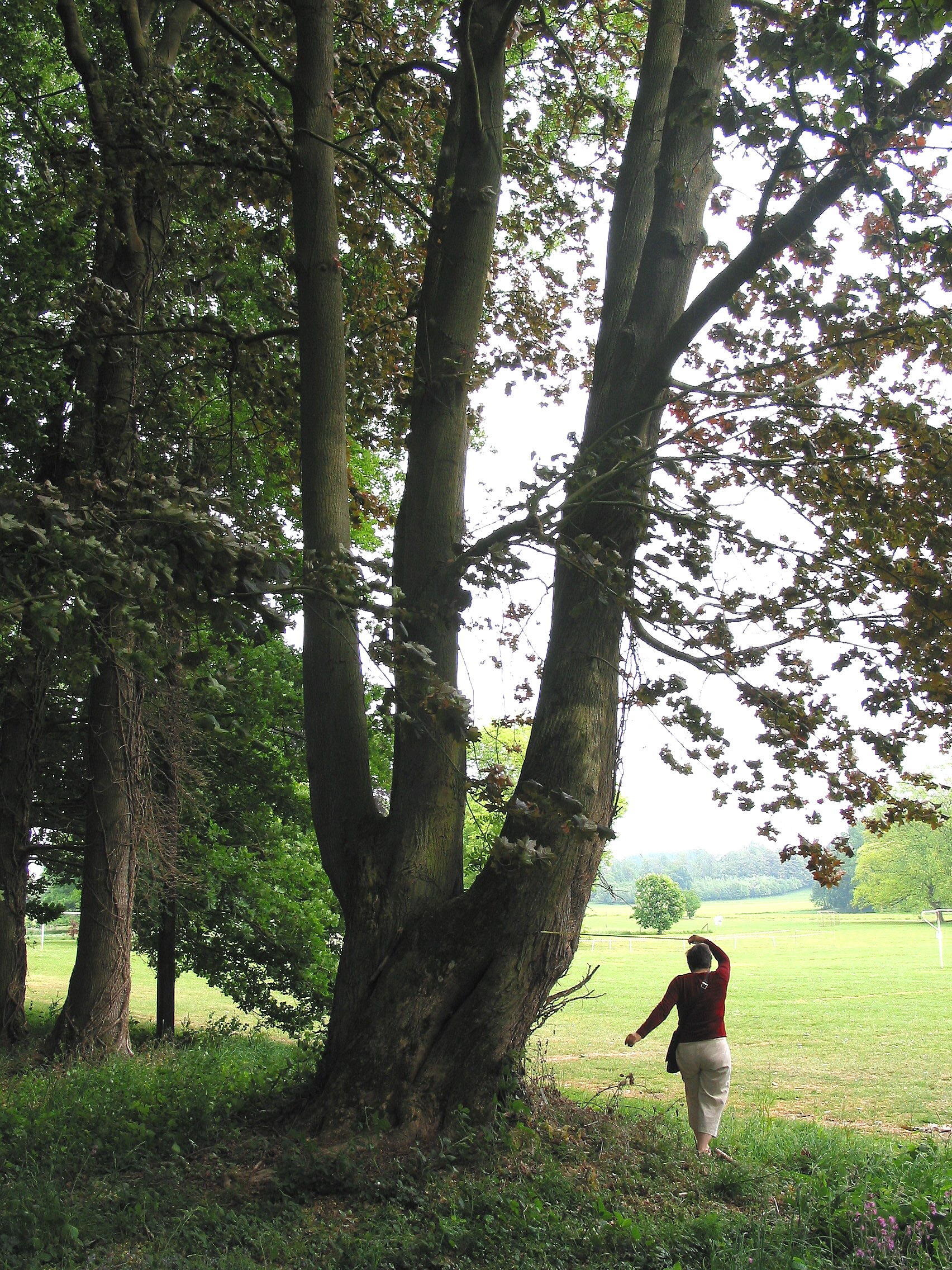
var. schwedleri
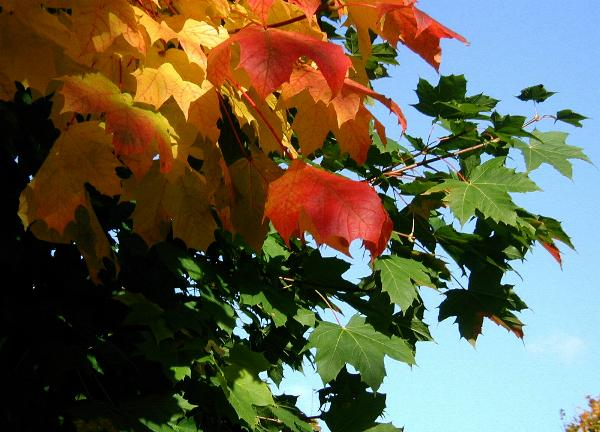
Осіннє забарвлення листя